# Марчетелли
Марчетелли (итал. Marcetelli) — коммуна в Италии, располагается в регионе Лацио, в провинции Риети.
Население составляет 91 человек (2008 г.), плотность населения составляет 8 чел./км². Занимает площадь 11 км². Почтовый индекс — 2020. Телефонный код — 0765.
Покровителем коммуны почитается святой Венанций из Камерино, празднование 18 мая.

## Демография
Динамика населения:

## Администрация коммуны
- Официальный сайт: https://web.archive.org/web/20060901111438/http://www.comune.marcetelli.ri.it/